# جباب العرب
جباب العرب هي مزرعة تابعة لبلدة رميش إحدى بلدات قضاء بنت جبيل من محافظة النبطية في لبنان
غنية بالابار الجوفية استوطنها البدو حتى عام 1948. مساحتها 960 دونماً.